# Euophrys evae
Euophrys evae är en spindelart som beskrevs av Zabka 1981. Euophrys evae ingår i släktet Euophrys och familjen hoppspindlar. Inga underarter finns listade i Catalogue of Life.